# Johanna Gadski
Johanna Gadski, née le 15 juin 1872 à Anklam, et morte le 22 février 1932 à Berlin, est une soprano allemande.